# Масляков Олександр Васильович
Олекса́ндр Васи́льович Масляко́в (рос. Александр Васильевич Масляков; 24 листопада 1941, Свердловськ, СРСР — 8 вересня 2024) — радянський та російський телеведучий, Заслужений діяч мистецтв Росії (1994), академік Академії російського телебачення. Засновник та власник компанії «АМиК» (рос. Александр Масляков и Компания) — організатор КВК.

## Біографія
Закінчив Московський інститут інженерів транспорту (1964), Вищі курси працівників телебачення (1968).
Працював на телебаченні з 1964 року. Був ведучим програм: «Алло, ми шукаємо таланти» (рос. Алло, мы ищем таланты), «Нумо, дівчата» (рос. А ну-ка, девушки), «Адреси молодих» (рос. Адреса молодых), «Нумо, хлопці» (рос. А ну-ка, парни), «Веселі хлопці» (рос. Весёлые ребята); вів репортажі зі Всесвітніх фестивалів молоді і студентів у Софії, Гавані, Берліні, Пхеньяні, Москві; кілька років був постійним ведучим міжнародних фестивалів пісні в Сочі, також вів програми «Пісня року», «Олександр-шоу» і багато інших.
За деякими відомостями, в 1974 році за незаконні операції з валютою потрапив у колонію ЮН 83/2 в Рибінську Ярославської області. У той час купівля-продаж доларів вважалася дуже серйозним злочином, однак справу представили як незначну. Масляков відбув невеликий термін і через кілька місяців був достроково звільнений. За іншими даними відбував термін у колонії в Тульській області («Придворної»), де зарекомендував себе як організатор та постановник художньої самодіяльності. Однак, сам Масляков заперечував, що коли-небудь був судимий.
Перший ведучий передачі «Що? Де? Коли?» (1975) — провів перші два випуски гри.
Масляков був постійним ведучим, керівником і режисером популярної телепрограми «КВН» (рос. КВН — Клуб Весёлых и Находчивых, українською традиційно перекладається як КВК — Клуб Веселих та Кмітливих, але іноді зустрічається абревіатура КВВ — Клуб Веселих та Винахідливих). Обіймав посаду президента Міжнародного союзу КВК і телевізійного творчого об'єднання «АМиК». Кілька разів Масляков був членом журі Вищої ліги.
Очолював журі телешоу «Хвилина Слави».
Масляков перестав вести ігри Вищої ліги КВК восени 2022 року з причини важкого захворювання.
Помер 8 вересня 2024 року після важкої тривалої хвороби, сприченої наслідками коронавірусу. Попередньо, від онкології легенів.

## Антиукраїнська діяльність
Неодноразово незаконно відвідував окупований у 2014 році Росією український Крим. Весною 2021 року офіційно визнав лігу КВК з так званої ДНР. Внесений до бази центру «Миротворець».

## Нагороди та премії
- 1994 — Премія «Овація»
- 2002 — «ТЭФИ» — Вища нагорода Академії Російського телебачення «За особистий внесок у розвиток вітчизняного телебачення».
- 2006 — Орден «За заслуги перед Вітчизною» IV ступеня. Нагороджений Президентом Росії Володимиром Путіним «за великий внесок у розвиток вітчизняного телебачення і багаторічну творчу діяльність»[11].
- 2006 — Орден «За заслуги» III ступеня, який Масляков отримав з рук Президента України Віктора Ющенка під час гри «за вагомий особистий внесок у розвиток культурних зв'язків між Україною і Російською Федерацією, багаторічну плідну творчу діяльність»[12].
- 2007 — Орден «Достик» II ступеня, нагорода республіки Казахстан[13].

## Родина
- Батько — Василь Васильович Масляков (1904—1996), родом з Новгородської області, військовий льотчик, штурман, учасник Німецько-радянської війни, після війни служив у Головному штабі ВПС.
- Мати — Зінаїда Олексіївна Маслякова (1911—1999), домогосподарка.
- Дружина — Світлана Анатоліївна Маслякова, прийшла на телебачення асистентом режисера КВК у 1966. У 1971 році Олександр та Світлана одружилися.
  - син (1980) — Олександр Масляков молодший — випускник МДІМВ, ведучий програм «Планета КВК» (не виходить у теперішній час), «Поза грою», «Прем'єр-Ліга КВК» і «Перша ліга КВК».
  - невістка — Ангеліна Вікторівна Маслякова (Мармеладова) (нар. 14 лютого 1980) — журналіст, публіцист, письменниця, директор Будинку КВК[14][15].
    - онука — Таїсія Олександрівна Маслякова (нар. серпень 2006). Солістка дитячого вокального ансамблю «Непосиди» (з 2009); ведуча дитячого КВК (з 2017)[16].